# Amt Fockbek
Amt Fockbek er et amt i det nordlige Tyskland, beliggende under Kreis Rendsburg-Eckernförde. Kreis Rendsburg-Eckernförde ligger i den centrale del af delstaten Slesvig-Holsten. Administrationen for amtet er beliggende i byen Fockbek (dansk: Fokbæk) og ligger nord for Kielerkanalen mellem motorvej A 7 og Ejderen vest for Rendsborg.

## Kommuner i amtet
- Alt Duvenstedt
- Fokbæk
- Nübbel
- Rickert

Amt Fockbek blev oprettet i 1948.